# Abby Berlin
Abby Berlin (* 7. August 1907 in New York, New York, USA; † 19. August 1965 in North Hollywood, Kalifornien, USA) war ein US-amerikanischer Filmregisseur.

## Leben und Werk
Der in New York geborene und aufgewachsene Abby Berlin begann schon im Alter von 17 Jahren, mit verschiedenen Theatertruppen zu touren. Wenige Jahre später traten er und Ken Browne als „Knights of Knonsense“ im Vaudeville auf, wobei er auch mit organisatorischen Aufgaben betraut war. 1934 oder 1935 begann er, bei Columbia in verschiedenen Abteilungen zu arbeiten, zuerst beim Schnitt, später in den Tonstudios, in der Kostümabteilung und bei der Produktion.
Bei der Vorbereitung zu den Filmen der Serie Blondie holte Regisseur Frank R. Strayer ihn ins Team. Bei Blondie Takes a Vacation war Abby Berlin erstmals Regieassistent, eine Aufgabe, die er in insgesamt neun Filmen der Serie erfüllte. In dieser Zeit wurde er aber auch als Regieassistent in größeren Produktionen wie Sahara oder Polonaise eingesetzt. Als Columbia 1945 die Serie nach einer Unterbrechung mit Leave It to Blondie wieder aufnahm, wurde Abby Berlin erstmal die Regie in einem Film übertragen. In der Folge führte er in acht weiteren Blondiefilmen wie auch in Mary Ryan, Detective und Father Is a Bachelor Regie. Am Ende seiner Karriere arbeitete er, weiterhin für Columbia, weitgehend für das Fernsehen, bis er in dem Film Entscheidung am Big Horn (1965) noch einmal als Regieassistent fungierte.
Abby Berlin war zweimal verheiratet. Seine zweite Frau war von 1941 bis zu seinem Tod die Schauspielerin Iris Meredith, die nach der Hochzeit ihre Filmkarriere im Wesentlichen beendete. Aus dieser Ehe gingen mindestens eine Tochter, vermutlich aber drei Kinder hervor. Abby Berlin starb am 19. August 1965. Er wurde auf dem Forest Lawn Memorial Park in Glendale bestattet.

## Filmografie (Auswahl)

### Als Regieassistent
- 1939: Blondie Takes a Vacation
- 1939: Blondie Brings Up Baby
- 1939: The Stranger from Texas
- 1940: Blondie Has Servant Trouble
- 1940: So You Won’t Talk
- 1940: Blondie Plays Cupid
- 1941: Blondie Goes Latin
- 1941: Blondie in Society
- 1942: Blondie Goes to College
- 1942: Blondie for Victory
- 1943: City Without Men
- 1943: Sahara
- 1943: Footlight Glamour
- 1943: Eine Frau hat Erfolg (What a Woman!)
- 1945: Polonaise (A Song to Remember)
- 1965: Entscheidung am Big Horn (The Great Sioux Massacre)

### Als Regisseur
- 1945: Leave It to Blondie
- 1945: Life With Blondie
- 1946: Blondie’s Lucky Day
- 1946: Blondie Knows Best
- 1947: Blondie’s Big Moment
- 1947: Blondie’s Holiday
- 1947: Blondie in the Dough
- 1947: Blondie’s Anniversary
- 1948: Blondie’s Reward
- 1949: Mary Ryan, Detective
- 1950: Father Is a Bachelor
- 1950: Double Deal
- 1953–1957: The Life of Riley (Fernsehserie, 41 Folgen)
- 1957: Casey Jones, der Lokomotivführer (Casey Jones, Fernsehserie, 4 Folgen)
- 1958–1959: Lassie (Fernsehserie, 4 Folgen)
- 1958–1960: The Ann Sothern Show (Fernsehserie, 11 Folgen)
- 1962: Bachelor Father (Fernsehserie, Folge 5x26)